# Luís Eduardo Schmidt
Luís Eduardo Schmidt, meglio noto come Edu (Jaú, 10 gennaio 1979), è un ex calciatore brasiliano con passaporto italiano, di ruolo centrocampista.

## Carriera

### Club
Inizia nelle giovanili del XV de Jaú, squadra della sua città, dove rimane a livello giovanile fino al 1995, anno nel quale passa al San Paolo, dove esordisce nel 1998 nel calcio professionistico. Nel 2000 si trasferisce in Spagna, al Celta Vigo, dove alla prima stagione gioca 31 partite segnando 3 volte. Nel 2002-2003 segna 11 reti, suo miglior risultato nel Celta, e nel 2004 viene ceduto al Betis.
Nella sua prima stagione segna nuovamente 11 reti, e gioca con continuità. Nel 2007-2008 gioca 30 partite e realizza 12 reti, stabilendo il suo nuovo record personale nella Primera División.

### Nazionale
Nel 1999 Edú debutta in un'amichevole contro la Bolivia. Nel 2000 partecipa a Sydney 2000.

## Palmarès

### Competizioni nazionali
- Campionato paulista: 1

San Paolo: 2000
- Coppa di Spagna: 1

Betis: 2004-2005

### Competizioni internazionali
- Coppa Libertadores: 1

Internacional: 2010